# Октябрьский (Ольховский район)
Октябрьский — посёлок в Ольховском районе Волгоградской области, административный центр и единственный населённый пункт Октябрьского сельского поселения.
Население — 665 чел. (2021)

## История
Предположительно основан в период коллективизации как посёлок центральной усадьбы совхоза «Сталинградский» (впоследствии — посёлок Сталинградский). Поссовет совхоза «Сталинградский» входил в состав Ольховского района Сталинградского края (с 1936 года — Сталинградской области, с 1961 года — Волгоградской области).
Указом Президиума Верховного Совета РСФСР от 6 января 1962 года поселок Сталинградский был переименован в поселок Октябрьский.
В 1963 году в связи с расформированием Ольховского района передан Камышинскому району, в 1965 году — Дубовскому району. В 1966 году из состава Дубовского района передан вновь образованному Ольховскому району.

## Общая физико-географическая характеристика
Посёлок находится в степной местности, в пределах Приволжской возвышенности, при вершине балки Котлубань (правый приток реки Иловли), на высоте около 140 метров над уровнем моря. Почвы каштановые солонцеватые и солончаковые.
По автомобильным дорогам расстояние до областного центра города Волгоград — 140 км, до районного центра села Ольховка — 28 км.
Климат
Климат умеренный континентальный (согласно классификации климатов Кёппена — Dfa). Многолетняя норма осадков — 406 мм. Наибольшее количество осадков выпадает в июле — 47 мм, наименьшее в марте — 22 мм. Среднегодовая температура положительная и составляет + 7,2 °С, средняя температура самого холодного месяца января − 9,0 °С, самого жаркого месяца июля +23,0 °С.
Часовой пояс
Октябрьский, как и вся Волгоградская область, находится в часовой зоне МСК (московское время). Смещение применяемого времени относительно UTC составляет +3:00.

## Население
Динамика численности населения
| 1987 | 2002 |
| ---- | ---- |
| ≈900 | 782  |

| 2010 | 2012 | 2013 | 2014 | 2015 | 2016 | 2017 |
| ---- | ---- | ---- | ---- | ---- | ---- | ---- |
| 751  | ↗763 | ↘752 | ↘746 | ↗780 | ↘738 | ↘726 |
| 2018 | 2019 | 2020 | 2021 |      |      |      |
| ↘708 | ↘688 | ↘677 | ↘665 |      |      |      |